# Лелецкая, Ольга Степановна
Ольга Степановна Лелецкая (15 июня 1933, с. Масловка, Березовский район, Воронежский округ, Центрально-Чернозёмная область, СССР) — сборщица браслетов и брекеров Воронежского шинного завода Министерства нефтеперерабатывающей и нефтехимической промышленности СССР, Герой Социалистического Труда (1981).

## Биография
Родилась 15 июня 1933 года в селе Масловка Березовского района Воронежского округа Центрально-Чернозёмной области (ныне Рамонского района Воронежской области) в крестьянской семье. По национальности русская.
Окончив среднюю школу, в 1949 году устроилась на строительство Воронежского шинного завода, а после обучения на Ярославском шинном заводе с сентября 1950 года стала работать сборщицей браслетов и брекеров. По итогам 8-й пятилетки (1966—1970) награждена орденом Ленина.
Указом Президиума Верховного Совета СССР от 6 апреля 1981 года «за выдающиеся производственные успехи в выполнении заданий десятой пятилетки и социалистических обязательств, проявленную трудовую доблесть» удостоена звания Героя Социалистического Труда с вручением ордена Ленина и золотой медали «Серп и Молот».
В 1985 году перешла на должность распределителя работ Воронежского шинного завода.
Депутат Левобережного районного Совета народных депутатов и член Всесоюзного центрального совета профессиональных союзов (ВЦСПС).
В 1993 году вышла на заслуженный отдых. Проживает в Воронеже.
Награждена 2 орденами Ленина (20.04.1971; 06.04.1981), медалями.